# 三浦純
三浦 純（みうら じゅん）は、日本の漫画家。東京都出身。2024年より『月刊ドラゴンエイジ』（KADOKAWA）にて、『男子高校生、乙女ゲームの悪役令嬢に転生する。』を連載している。

## 来歴
『メディファク☆モバイル』（メディアファクトリー）にて、talestune原作による『収穫の十二月』で連載デビューを果たす。2012年、『コミックフラッパー』（同社）にて、『9のパズルと魔法使い』の連載を開始。
2013年、『アルファポリス公式Web漫画』で阿部正行原作による『強くてニューサーガ』のコミカライズの連載を開始。
2022年、『マンガUP!』（スクウェア・エニックス）にて、ジュブナイルSFの『兵器たち』の連載を開始し、2023年に連載終了。2024年、『月刊ドラゴンエイジ』（KADOKAWA）にて、乙女ゲームの悪役令嬢に転生したラブコメディ『男子高校生、乙女ゲームの悪役令嬢に転生する。』の連載を開始。

## 作風
「透明感のある絵柄と緻密なストーリー」を描くとされている。

## 作品リスト

### 漫画作品
- 『収穫の十二月』メディアファクトリー〈MFコミックス フラッパーシリーズ〉全2巻（原作：talestune、『メディファク☆モバイル』[4]2011年） - 連載デビュー作[1]。
- 『9のパズルと魔法使い』メディアファクトリー〈フラッパーコミックス〉全2巻（『コミックフラッパー』2012年9月号[5] - 2013年7月号）
  1. 2013年2月23日発売[10]、ISBN 978-4840150095
  2. 2013年7月23日発売[11]、ISBN 978-4840150873
- 『強くてニューサーガ』アルファポリス〈アルファポリスCOMICS〉既刊11巻（原作：阿部正行、『アルファポリス公式Web漫画』2014年[6] - 2023年[6]）
- 『兵器たち』スクウェア・エニックス〈ガンガンコミックスUP!〉全2巻（『マンガUP!』2022年7月4日[8] - 2023年8月28日[9]）
  1. 2023年6月7日発売[12][13]、ISBN 978-4-7575-8597-3
  2. 2023年10月6日発売[14]、ISBN 978-4-7575-8830-1
- 『男子高校生、乙女ゲームの悪役令嬢に転生する。』KADOKAWA〈ドラゴンコミックスエイジ〉既刊1巻（『月刊ドラゴンエイジ』2024年5月号[3] - 連載中）
  1. 2025年1月9日発売[15][16]、ISBN 978-4-04-075742-1

### その他
- 東日本大震災の被災地への応援メッセージイラスト（『コミックフラッパー』公式サイト、2011年3月[17]）